# Quinto Sanquinio Massimo
Quinto Sanquinio Massimo (in latino: Quintus Sanquinius Maximus; 22 a.C. circa – Germania inferiore, 46) è stato un magistrato, senatore e militare romano, console dell'Impero romano.

## Biografia
Originario sicuramente dell'Etruria, forse proveniente da Caere, Sanquinio faceva parte di una famiglia entrata una paio di generazioni prima in senato e che sembra essersi estinta con lui. Verosimilmente egli era figlio del tresvir monetalis del 17 a.C. circa Marco Sanquinio e nipote del pretore e proconsole pretorio di età augustea Quinto Sanquinio.
Della carriera di Sanquinio non molto è noto, ma quanto si conosce ha portato illustri studiosi, come Ronald Syme e Werner Eck, a definirlo un "personaggio enigmatico" e a denotare la sua carriera come "straordinaria in più di un senso". Dal momento che Tacito riporta come, nei primi mesi del 32, Sanquinio intervenne, da consolare, in un litigio tra Decimo Aterio Agrippa, Publio Memmio Regolo e Lucio Fulcinio Trione sorto nei postumi dell'eliminazione del prefetto del pretorio Seiano e dei suoi seguaci, esortando il senato a non accrescere le preoccupazioni di Tiberio con nuovi motivi di inasprimento e così salvando Regolo e protraendo il momento del supplizio di Trione, egli deve aver ricoperto il consolato prima di tale data: gli unici posti disponibili nei fasti consulares di epoca tiberiana sono come suffetto nella seconda metà del 21 o del 22, ma lo stato attuale della nostra documentazione non permette di scegliere tra queste due date né individuare il suo collega.
La seconda attestazione di Sanquinio risale al 39, sotto Caligola: egli, praefectus urbi, subentrò allo stesso princeps, che fu console ordinario per trenta giorni, come console suffetto per la seconda volta a febbraio, mantenendo, come sembra, la carica fino a giugno insieme all'altro console ordinario, Lucio Apronio Cesiano - va notato, per inciso, che Cassio Dione, l'unico a riportare la notizia a causa della perdita dei libri su Caligola di Tacito, non definisca il consolato di Sanquinio del 39 come un secondo consolato, probabilmente perché suffetto. Entrambe le cariche di praefectus urbi, ricoperta forse dal 39 al 41 in sostituzione di Lucio Calpurnio Pisone, e di console per la seconda volta risultano sorprendenti per un uomo come Sanquinio: la prima, infatti, era stata, prima di Sanquinio, appannaggio dei nobili, mentre il secondo consolato era stato addirittura assunto dai soli membri della famiglia imperiale sin dai tempi di Tito Statilio Tauro, che ricoprì il secondo consolato nel 26 a.C. Ciò doveva sicuramente denotare grande favore nei suoi confronti da parte di Caligola, la cui moglie dell'epoca, Lollia Paolina, era stata in precedenza sposata con Publio Memmio Regolo, difeso da Sanquinio nel 32 e amico di Caligola.
Durante il secondo consolato di Cesiano e Sanquinio, Caligola prese definitivamente le distanze dal senato, che pure aveva cercato di conciliarsi prendendo come collega Cesiano: il princeps, con un potente discorso in senato, ruppe ogni rapporto con il consesso dei patres; ciò provocò - o fu causato da - numerosi tentativi di dissenso contro il princeps, probabilmente già riscontrabili nelle condanne di Gaio Calvisio Sabino e della moglie Cornelia e culminate a settembre nella congiura fallita di Marco Emilio Lepido e dello stesso Getulico, insieme alle sorelle del princeps Livilla e Agrippina. Forse fu sempre durante il consolato di Cesiano e Sanquinio che Lucio Vitellio suggellò la sottomissione del senato al princeps compiendo l'umiliante atto della proskynesis e che Caligola sposò la sua quarta e ultima moglie Milonia Cesonia, che solo un mese dopo partorì la piccola Giulia Drusilla.
Il favore imperiale di cui godette Sanquinio dovette continuare anche sotto Claudio: quest'ultimo, infatti, nominò l'ormai anziano Sanquinio come proprio legatus Augusti pro praetore della provincia di Germania Inferiore, dove egli rimase fino alla sua morte, avvenuta con ogni probabilità nel 46.